# Квадрант (топография)
Квадрант (англ. quadrangle) — единица системы разграфки и номенклатуры топографических карт, изначально принятая Геологической службой США (англ. United States Geological Survey, USGS) для деления земной поверхности на отдельные листы карт и их обозначений.

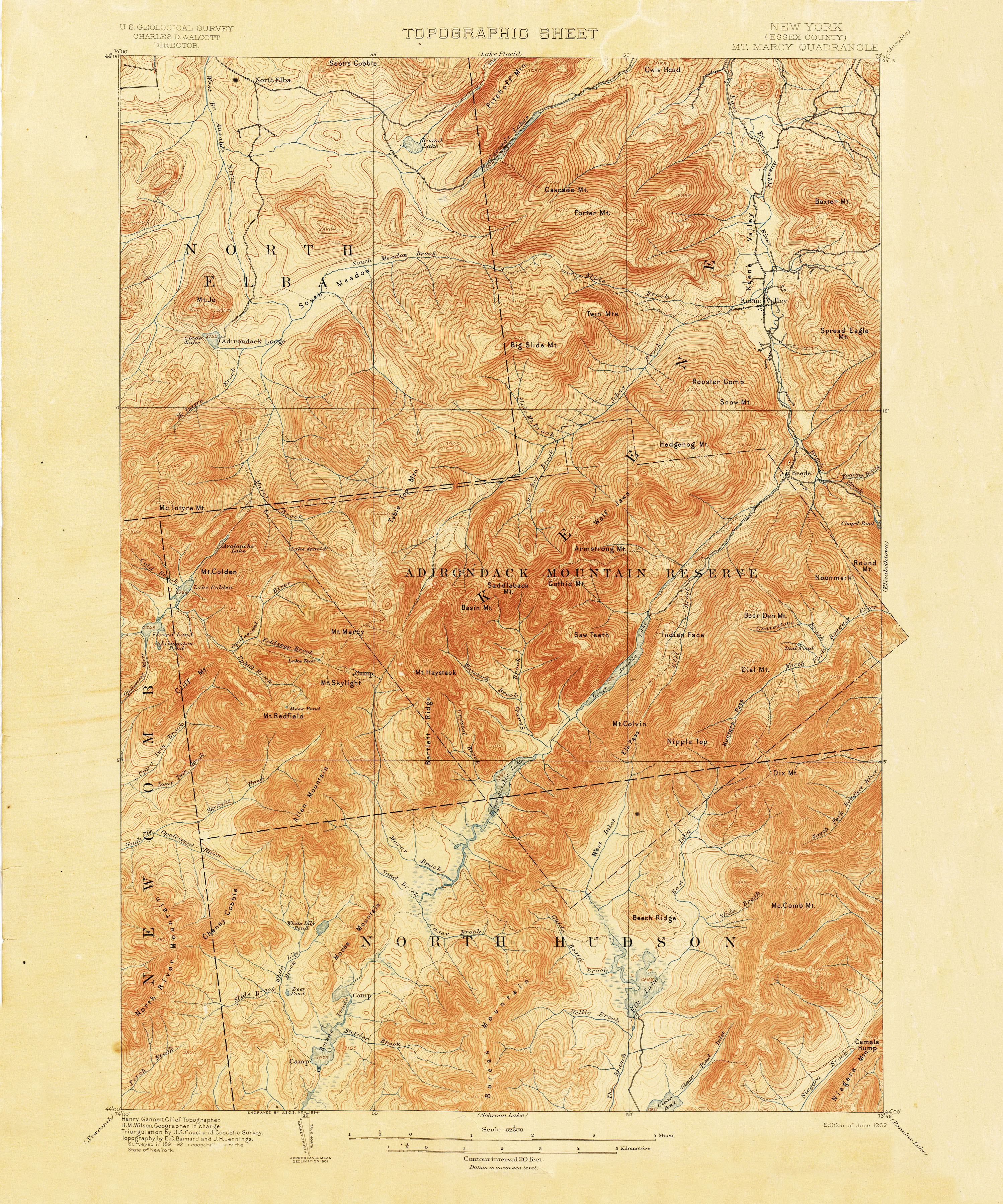
Квадрант карты New York (Essex County) Mt. Marcy выпуска 1892 года — одно из ранних изданий Геологической службы США, образованной в 1879 году

Аналогичная система используется при картографировании других планет. Квадранты Марса получают при этом названия по характерным элементам соответствующей местности.